# Innsbrucker Verkehrsbetriebe und Stubaitalbahn

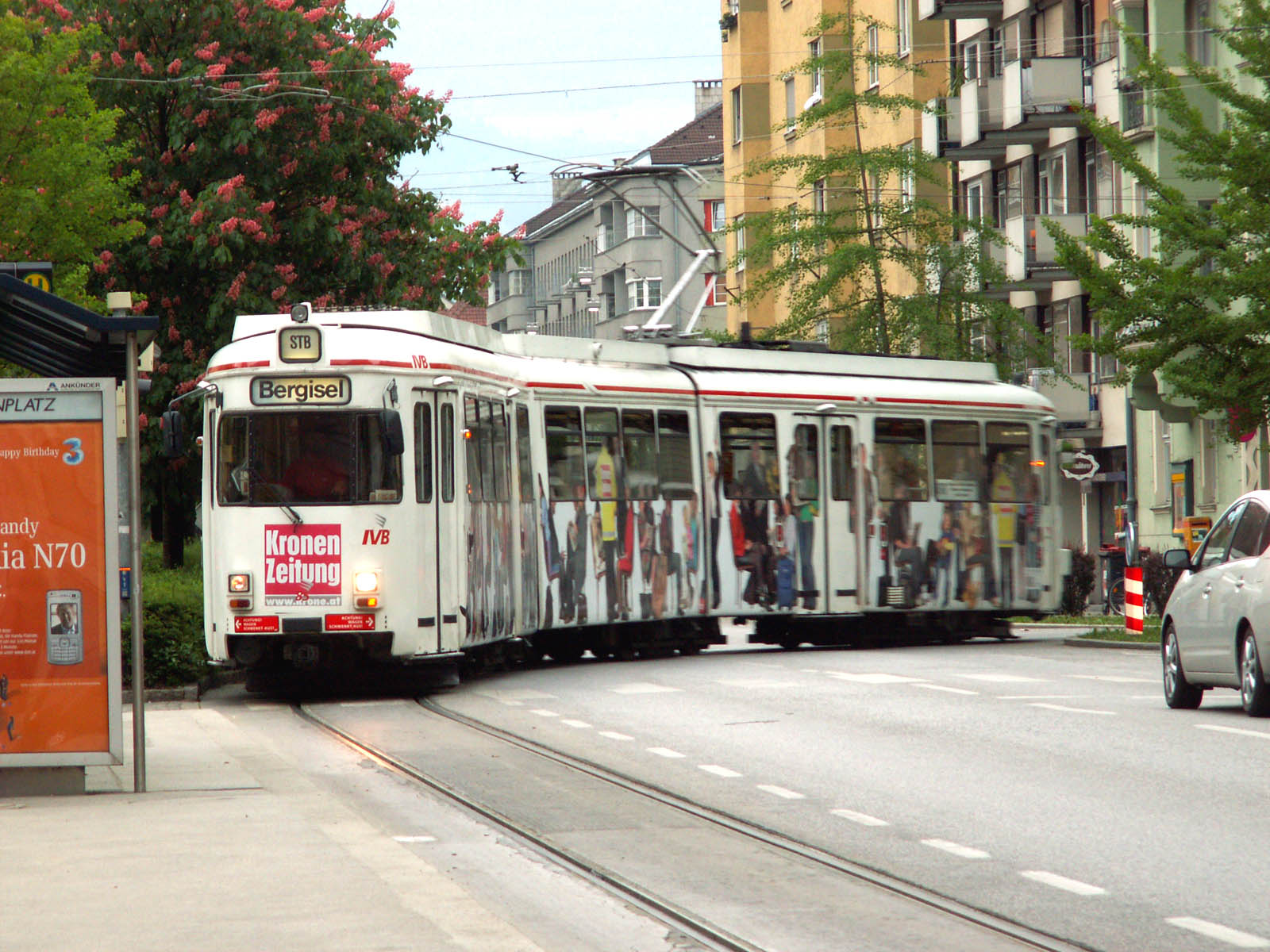
Innsbruck: tram snodato dell'IVB n. 85 sulla linea STB

La Innsbrucker Verkehrsbetriebe und Stubaitalbahn GmbH, più nota con la sigla IVB, è l'azienda austriaca che svolge il servizio di trasporto pubblico autofilotranviario nella città di Innsbruck e nel suo circondario.

## Esercizio
L'IVB è una società a responsabilità limitata costituita tra la Innsbrucker Kommunalbetriebe AG (51%), la Land Tirol (4%) e la Stadt Innsbruck (45%).
Oggi l'azienda gestisce  una ferrovia, alcune filovie (il cui servizio è sospeso da marzo del 2007), 3 tranvie e 24 autolinee.

## Parco aziendale
Nel 2007 la flotta, riconoscibile dalla livrea bianca, era costituita da 2 locomotive, 19 fra tram e tram snodati, 100 autobus e 50 fra autosnodati e filosnodati.